# Szabályozott papok
A szabályozott papok (latin: clerici regulares) a római katolikus papságon belül azokat jelzi, akiknek az életmódját a szerzetesi szabályzat határozza meg. A latin kifejezés egyik szava a regula (szabályzat) kifejezésből származik.
Tágabb értelemben azok a papok, akik nem a világi papsághoz tartoznak. 
Szűkebb értelemben azon rendek tagjai, amelyek a 16-17. században, az ellenreformáció során jöttek létre, és amelyek kevésbé kötött életformájukkal, szabadabb mozgásukkal tértek el a korábbi rendektől.

## Rendek
Szabályozott papi rendek: 
- theatinusok (Tienei Szt. Kajetán, † 1547),
- barnabiták (Zaccaria Szt. Antal Mária, † 1539),
- szomaszkok (Emiliani Szt. Jeromos, † 1537),
- Isten anyjának szabályozott papjai (Leonardi B. János, † 1609),
- kamilliánusok (Lellisi Szt. Kamill, † 1614),
- piaristák (Kalazanci Szt. József, † 1648)
- jezsuiták (Loyolai Szt. Ignác, † 1556).